# Trabajo infantil en India

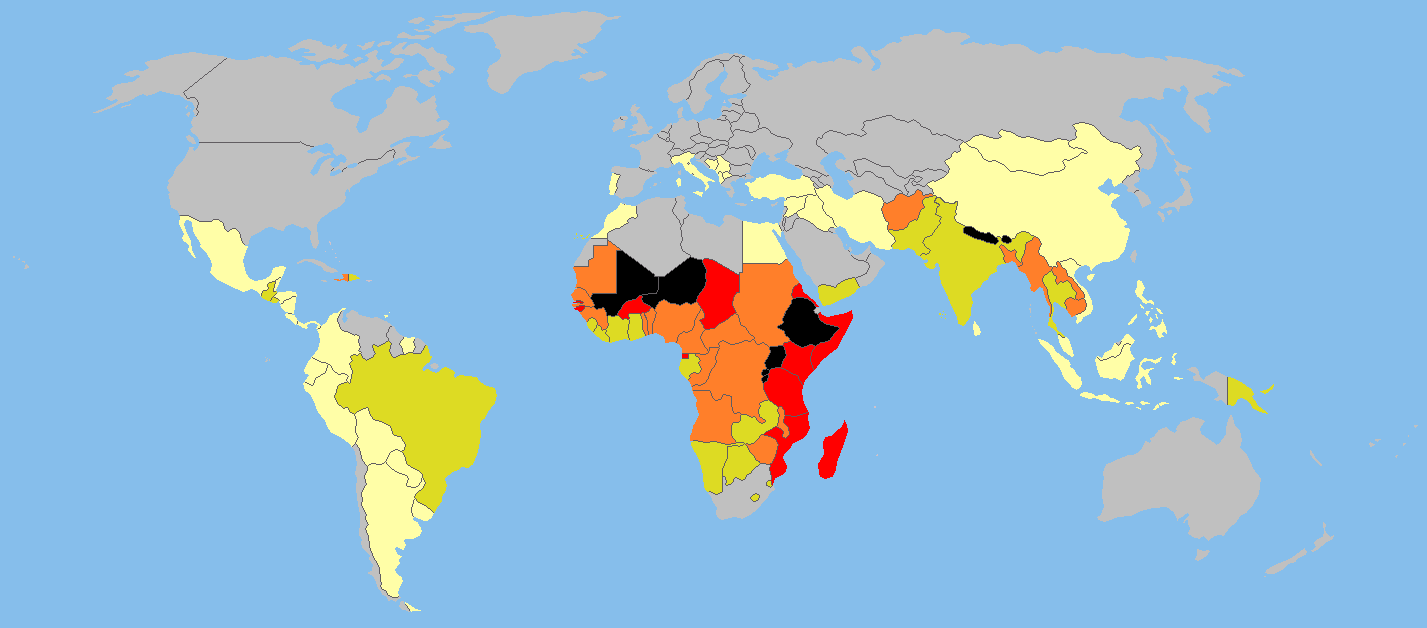
Trabajo infantil en el mundo en el año 2003. En el grupo de niños entre 10 a 14 años por el Banco Mundial. La India, con un estimado del 11%, está en el grupo de los países con un 10-20% de incidencia.

El trabajo infantil es la práctica en la cual los niños participan en una actividad económica, a tiempo parcial o completo. La práctica priva a los niños de su infancia y es perjudicial para su desarrollo físico y mental. La pobreza, la falta de infraestructura educativa y el crecimiento de la economía informal se consideran como las principales causas del trabajo infantil en la India. El censo nacional de 1998 estimó que el número total de niños y niñas de entre 4 a 15 años de edad era de 12,6 millones, de una población total de 253 millones de niños de entre 5 a 14 años de edad .
En 2009-10, una encuesta a nivel nacional encontró que la prevalencia del trabajo infantil se había reducido a 4,98 millones de niños (o menos del 2% de los niños en el grupo de 5-14 años). El censo nacional de 2011 encontró que el número total de niños y niñas con edades comprendidas entre los 5 y los 14 años era de 4,35 millones , y la población infantil total rondaba los 259,64 millones en ese grupo de edad . El problema del trabajo infantil no es exclusivo de la India; en todo el mundo, alrededor de 217 millones de niños trabajan, la mayoría de ellos a tiempo completo.
La ley india define específicamente a 64 industrias como peligrosas y es considerado un delito penal emplear niños en ese tipo de industrias. En 2001, se estima que un 1% del total de niños trabajadores en la India, unos 120.000 niños, se encontraban en un trabajo peligroso. La Constitución de la India prohíbe el trabajo infantil en las industrias peligrosas (pero no en las industrias inofensivas) como un derecho fundamental en virtud del artículo 24. La UNICEF estima que la India, con su numerosa población, tiene el mayor número de trabajadores menores de 14 años de edad en el mundo , mientras que los países africanos subsaharianos tienen el mayor porcentaje de niños que trabajan como mano de obra con respecto al porcentaje de población infantil. La Organización Internacional del Trabajo estima que la agricultura es el mayor empleador de trabajo infantil en el mundo, empleando el 60% del total de trabajadores, mientras que la Organización de las Naciones Unidas para la Alimentación y la Agricultura estima que el 70% del trabajo infantil se despliega en la agricultura y en actividades conexas. Fuera de la agricultura, el trabajo infantil se observa en casi todos los sectores informales de la economía india.
Grandes compañías incluyendo Gap, Primark, Monsanto han sido criticadas por el uso trabajo infantil en sus productos. Las compañías afirman que tienen políticas estrictas contra la venta de productos hechos por niños menores de edad, pero hay muchos eslabones en la cadena de suministro que son difíciles de supervisar debido a su numerosa cantidad. En 2011, tres años después gracias a los esfuerzos de Primark, la BBC reconoció en su premiado informe de periodismo de investigación acerca del uso de trabajo infantil indio por parte de Primark era falso. La BBC pidió disculpas a Primark, a los proveedores indios y a todos sus espectadores.
En diciembre de 2014, el Departamento de Trabajo de los Estados Unidos publicó una lista de bienes producidos por trabajo infantil o trabajo forzoso y la India figuró en un grupo de 74 países donde se han observado una incidencia significativa de condiciones críticas de trabajo. A diferencia de otros países, a la India se le atribuyeron 23 bienes, la mayoría de los cuales son producidos en el sector secundario.
El artículo 24 de la Constitución de la India prohíbe el trabajo infantil en lugares peligrosos. Además, diversas leyes y el código penal de la India, como la Ley de cuidado y protección de menores en la ley de justicia de justicia del año 2000 y la Ley de prohibición y abolición del trabajo infantil de 1986 proporcionan una base jurídica para identificar, enjuiciar y detener a las personas que fuercen a los niños a trabajar en la India.

## Definición

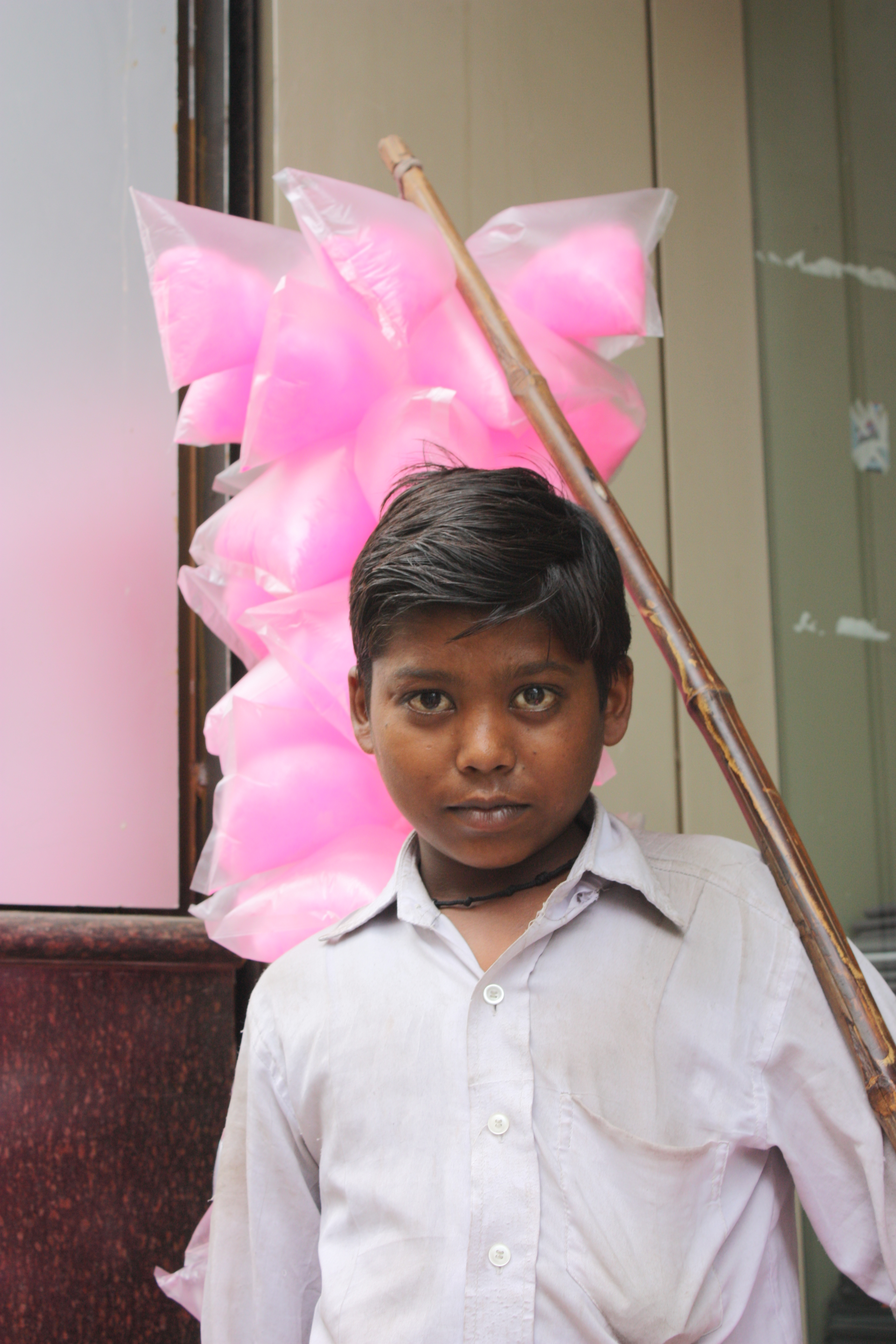
Niño trabajador en calles de la India

El término "trabajo infantil", sugiere Organización Internacional del Trabajo, se define como el esfuerzo laboral que priva a los niños de su niñez, su potencial y su dignidad, además de ser perjudicial para el bienestar físico y desarrollo mental. Se refiere a un trabajo que involucre un esfuerzo mental, físico, social y considerablemente dañino para los niños, o en un trabajo cuyo horario afecta de alguna manera su capacidad de centrarse en alguna actividad educativa o recreativa que promuevan una infancia saludable.
UNICEF define el trabajo infantil de manera diferente. Un niño, sugiere UNICEF, está involucrado en actividades de trabajo infantil si entre los 5 y 11 años de edad, él o ella hizo al menos una hora de actividad económica o por lo menos 28 horas de trabajo doméstico en una semana, y en caso de niños entre 12 y 14 años de edad, él o ella hizo por lo menos 14 horas de actividad económica o por lo menos 42 horas de actividad económica y trabajo doméstico por semana. UNICEF sugiere en otro informe: "El trabajo infantil debe verse como un proceso continuo, con consecuencias destructivas o nocivas para los niños y las niñas. El trabajo de explotación en un extremo y el trabajo beneficioso que promueve y mejora el desarrollo de los niños sin interferir con su escolaridad, recreación y descanso en el otro. Entre estos dos polos son vastas las áreas de trabajo que no necesariamente afectan negativamente el desarrollo de un niño."
La Oficina de Censo Indio en 2001, definió al trabajo infantil como la participación de un niño menor de 17 años de edad en cualquier tipo de actividad económicamente productiva con o sin compensación, salarios o ganancias. Tal participación podría ser física o mental o ambas. Incluyendo la ayuda a tiempo parcial o el trabajo no remunerado en la granja, empresa familiar o en cualquier otra actividad económica como la agricultura y la producción de leche para la venta o el consumo doméstico. El gobierno indio clasifica a los niños trabajadores en dos grupos: Los trabajadores principales son aquellos que trabajan en un periodo mayor a 6 meses en un año. Y los trabajadores marginales que son aquellos niños que trabajan en cualquier momento del año en un periodo menor a 6 meses.
Activistas de los derechos de la infancia sostienen que el trabajo infantil debe incluir a todos los niños que no están en la escuela porque cada niño que no este recibiendo su educación básica apropiada puede llegar a ser un trabajador infantil oculto.  Sin embargo, la UNICEF señala que la India se enfrenta a una gran escasez de infraestructura y profesionales en el ámbito educativo, en particular en las zonas rurales donde se observa el 90% del trabajo infantil. Aproximadamente 1 de cada 5 escuelas primarias tienen sólo un maestro para enseñar a los estudiantes de todos los cursos.

## Legislación
Después de su independencia del dominio colonial británico, la India aprobó una serie de protecciones constitucionales y leyes acerca del trabajo infantil. La Constitución de la India, en la sección de los derechos fundamentales y la directiva de los principios de la política estatal, prohíbe al menor de 14 años trabajar en cualquier fábrica, mina o mansión o en cualquier otro lugar de trabajo peligroso (Artículo 24). La Constitución también preveía que la India, para el año 1960, proporcionaría infraestructura y recursos para establecer la educación gratuita y obligatoria a todos los niños de entre 6 a 14 años de edad. (Artículo 21-A y artículo 45).
India posee una forma de gobierno federal y el trabajo infantil es un tema presente en la lista concurrente, tanto el gobierno central como los gobiernos estatales han legislado leyes sobre el trabajo infantil. Los principales acontecimientos legislativos nacionales son los siguientes:
- Ley de Fábricas de 1948: La Ley prohíbe el empleo de niños menores de 14 años en cualquier fábrica. La ley también estableció reglas sobre quién, cuándo y cuánto tiempo pueden los pre-adultos de 15-18 años ser empleados en los sectores manufactureros.

- Ley de Minas de 1952: La ley prohíbe el empleo de niños menores de 18 años en una mina.

- Ley de prohibición y regulación del trabajo Infantil y adolescente  de 1986: La ley prohíbe el empleo de niños menores de 14 años en ocupaciones peligrosas identificadas en una lista regulada por ley. La lista se amplió en 2006 y otra vez en 2008. En 2016, la Ley fue enmendada (no vigente a partir del 30 de julio de 2016) para prohibir el empleo de niños menores de 14 años en toda ocupación (excepto para ayudar en negocios familiares no peligrosos y a los artistas infantiles en la industria del entretenimiento y los deportes). Además, a los adolescentes entre 14-18 años no se les permitirá trabajar en industrias y en procesos peligrosos.[35] La comunidad internacional se consternó debido a que el gobierno de India permitió el empleo de niños en empresas familiares y en las tierras de cultivo después del horario escolar y durante las vacaciones, lo cual es una medida totalmente contraria a los convenios internacionales de protección a la infancia.[36][37][38]

- Ley de cuidado y protección de los Niños del año 2000: Esta ley lo convirtió el trabajo infantil en un crimen punible, con una pena en prisión para cualquier persona obtenga o emplee a un niño en cualquier empleo peligroso o en forma de esclavitud.

- El derecho de los niños a la educación gratuita y obligatoria de 2009: La ley obliga al estado proporcionar educación gratuita y obligatoria a todos los niños de 6 a 14 años de edad. Esta legislación también ordenaba que el 25 por ciento de los bancos en cada escuela privada debían asignarse a niños de grupos desfavorecidos y a niños con discapacidades físicas.

## Causas

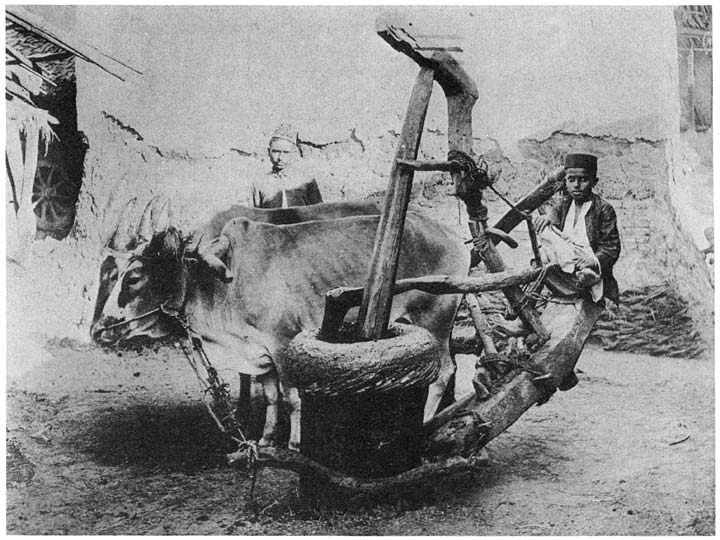
Niños trabajando en una prensa de aceite, 1916.

Durante gran parte de la historia humana y en diferentes culturas, los niños menores de 17 años han contribuido al bienestar de la familia de diversas maneras. La UNICEF sugiere que la pobreza es la principal causa del trabajo infantil. El informe también señala que en las zonas rurales y empobrecidas de las regiones en vías desarrollo y subdesarrolladas del mundo, los niños no tienen ninguna alternativa real y significativa. Centros educativos y profesionales de la educación rara vez se encuentran disponibles. El trabajo infantil es la consecuencia de lo dicho anteriormente. Un informe de la BBC, de manera similar, concluye que la pobreza y la inadecuada infraestructura de educación pública son algunas de las causas del trabajo infantil en la India.
Entre niños y niñas, la UNICEF considera que las niñas tienen dos veces más probabilidades de no asistir a la escuela y de desempeñar un papel doméstico. Los padres con recursos limitados, afirma UNICEF, tienen que elegir meticulosamente cuales costos escolares y cuotas pueden pagar cuando hay una escuela disponible. Educar a las niñas tiende a ser una baja prioridad en todo el mundo, incluyendo la India. Las niñas pueden llegar a ser acosadas o intimidadas en las escuelas, marginadas por prejuicios o malos currículos, según UNICEF. Solamente en virtud de su género, muchas niñas se mantienen alejadas de la escuela o simplemente abandonan, la gran mayoría de ellas termina estando involucradas en trabajo infantil.
La Organización Internacional del Trabajo (OIT) y Spreading Smiles Through Education Organization (OSSE) sugieren que la pobreza es un factor fuerte que obliga a los niños a adentrarse en el lugar de trabajo. Se considera que los ingresos del trabajo de un niño son cruciales para su propia supervivencia o para el mantenimiento del hogar. Para algunas familias, los ingresos de la mano de obra de sus hijos oscila entre el 25 y el 40% del ingreso familiar.
Según un estudio realizado en 2008 por la OIT, entre los factores más importantes que conducen a los niños al trabajo es la falta de disponibilidad y calidad de la escolaridad. Muchas comunidades, particularmente las rurales, no cuentan con instalaciones escolares adecuadas. Incluso cuando las escuelas a veces están disponibles, se encuentran en lugares alejados difíciles de alcanzar o la calidad de la educación es tan pobre que los padres se preguntan si ir a la escuela es realmente indispensable. En las escuelas primarias administradas por el gobierno, incluso cuando hay presentismo por parte de los niños, los maestros no aparecen el 25% de las veces.
Un informe, aunque más antiguo, publicado por UNICEF esboza las cuestiones resumidas en el informe de la OIT. En el informe del UNICEF se afirma que, si bien el 90% del trabajo infantil en la India se encuentra en zonas rurales, la disponibilidad y calidad de las escuelas es alarmante; En las zonas rurales de la India, afirma el antiguo informe del UNICEF, aproximadamente el 50% de las escuelas primarias financiadas por el gobierno no tienen un edificio propio, el 40% carecen de pizarra, pocos tienen libros de estudio y el 97% de lo presupuestado por el gobierno se gasta principalmente en salarios para los maestros y los administradores. Un artículo de Wall Street Journal en 2012, informa, que mientras la matrícula en las escuelas de la India ha aumentado dramáticamente en los últimos años a más del 96 % de todos los niños en la franja etaria de 6-14 años, la infraestructura en las escuelas sigue siendo pobre, más de 81 000 escuelas no tienen una pizarra y cerca de 42,000 escuelas gubernamentales operan sin un edificio y en caso de poseerlo se encuentran con arreglos improvisados durante los monzones y las inclemencias del tiempo.
Biggeri y Mehrotra han estudiado los factores macroeconómicos que fomentan el trabajo infantil. Centran su estudio en cinco naciones asiáticas incluyendo la India, Pakistán, Indonesia, Tailandia y Filipinas. Ellos sugieren que el trabajo infantil es un problema serio en los cinco, pero no es un problema nuevo. Las causas macroeconómicas fomentaron que el trabajo infantil se extendiera en todo el mundo, durante la mayor parte de la historia humana. Sugieren que las causas del trabajo infantil incluyen tanto la demanda como la oferta. Si bien la pobreza y la falta de disponibilidad de escuelas de calidad explican el lado de la oferta de mano de obra infantil, sugieren que el crecimiento de la economía informal de bajo pago en lugar de una economía formal más alta, llamada economía organizada en la India, es una de las causas del lado de la demanda. La India tiene leyes laborales rígidas y numerosas regulaciones que impiden el crecimiento del sector organizado donde las protecciones del trabajo son más fáciles de supervisar y donde el trabajo es más productivo y los salarios son más altos.
El efecto no deseado de las leyes laborales tan complejas de la India es que el trabajo se ha desplazado hacia el sector no organizado, informal. Como resultado, el sector agrícola informal que emplea al 60% del trabajo infantil, el comercio no organizado y la industria textil son los mayores empleadores de trabajo infantil. Si los factores macroeconómicos y las leyes impiden el crecimiento del sector formal, crece el sector informal familiar, empleando mano de obra infantil de bajo costo, fácil de contratar, fácil de despedir. Incluso en situaciones donde los niños van a la escuela, reclaman Biggeri y Mehrotra, estos tienen la rutina de participar en actividades económicas familiares después de la escuela. Otros estudiosos también sugieren que la inflexibilidad y la estructura del mercado de trabajo de la India, el tamaño de la economía informal, la incapacidad de las industrias para crecer y la falta de tecnologías modernas de fabricación son los principales factores macroeconómicos que afectan la demanda y la aceptabilidad del trabajo infantil.
Cigno et al. sugieren que el gobierno planificó e implementó programas de redistribución de tierras en la India, donde las familias de bajos recursos recibieron pequeñas parcelas de tierra con la idea de permitir la independencia económica, lo cual ha tenido el efecto no intencional de aumentar del trabajo infantil. Ellos encuentran que las parcelas de tierra de los pequeños agricultores son intensivas en mano de obra, ya que las pequeñas parcelas no pueden permitirse equipos agrícolas costosos. En estos casos, un medio para aumentar la producción ha sido aplicar más fuerza de trabajo, involucrando el trabajo infantil.

## Iniciativas contra el trabajo infantil en la India
En 1979, el gobierno indio formó el Comité Gurupadswamy para averiguar acerca del trabajo infantil y los medios para abordarlo. La presión internacional ha llevado a la India a formular una política nacional para erradicar el trabajo infantil en 1987. Esta política pretendió adoptar un enfoque gradual y secuencial centrándonse en la rehabilitación de los niños que trabajaron en ocupaciones peligrosas. Se previó la aplicación estricta de las leyes indias sobre el trabajo infantil combinadas con programas de desarrollo para abordar las causas fundamentales del trabajo infantil, como la pobreza. En 1988, esto dio lugar a la iniciativa del Proyecto Nacional de Trabajo Infantil (NCLP). Esta iniciativa legal y de desarrollo continúa, con una financiación actual del gobierno central de Rs. 6 mil millones, dirigidos únicamente a eliminar el trabajo infantil en la India. A pesar de estos esfuerzos, el trabajo infantil sigue siendo un reto importante para la India. Ningún niño menor de 14 años de edad deberá ser empleado para trabajar en cualquier fábrica, mina o en cualquier empleo peligroso.

### Organizaciones no gubernamentales
Muchas ONG como Bachpan Bachao Andolan, ChildFund, CARE India, Talaash Association, Child Rights and You, Global march against child labour, RIDE India, Childline, etc. han estado trabajando para erradicar el trabajo infantil en la India.
El trabajo infantil también ha sido objeto de litigios de interés público en los tribunales indios.

## Demografía del trabajo infantil
Según el Gobierno de la India de la India NSSO (National Sample Survey Org.), Las tasas de incidencia de trabajo infantil en la India es más alta entre los musulmanes, un 40% más alta que los indios hindúes. Se encontró que el trabajo infantil estaba presente en otras religiones minoritarias de la India, pero a tasas significativamente más bajas. A través de la clasificación de castas de la India, los niños de la casta más baja (Dalit) tenían tasas de incidencia de trabajo infantil de 2.8%, estadísticamente similar al promedio nacional de 2.74%. Sin embargo, las poblaciones tribales tuvieron tasas más altas con un 3,8%.